# Склудзево
Склудзево (пол. Skłudzewo) — село в Польщі, у гміні Злавесь-Велика Торунського повіту Куявсько-Поморського воєводства.
Населення — 249 осіб (2011).
У 1975-1998 роках село належало до Торунського воєводства.

## Демографія
Демографічна структура станом на 31 березня 2011 року:
|          | Загалом | Допрацездатний вік | Працездатний вік | Постпрацездатний вік |
| -------- | ------- | ------------------ | ---------------- | -------------------- |
| Чоловіки | 124     | 30                 | 82               | 12                   |
| Жінки    | 125     | 29                 | 70               | 26                   |
| Разом    | 249     | 59                 | 152              | 38                   |